# خبرگزاری دولتی آذربایجان
خبرگزاری دولتی آذربایجان (آذری: AZƏRBAYCAN DÖVLƏT İNFORMASİYA AGENTLİYİ)، خبرگزاری رسمی جمهوری آذربایجان است که به ویژه اخبار حکومتی این کشور را منعکس می‌کند. نام اختصاری این خبرگزاری «آذرتاج» (آذری: AZƏRTAC به انگلیسی: Azertac) است.
این خبرگزاری از سال ۱۹۲۰ فعالیت خود را در دوران اتحاد جماهیر شوروی آغاز کرد و در طی سالها نام‌های متفاوت به خود گرفت. در سال ۱۹۹۵ همزمان با استقلال کشور آذربایجان نام این خبرگزاری به Azerbaijan State Telegraph Agency تغییر کرد.
مرکز آذرتاج در باکو است و دفاتری در ۲۱ کشور جهان دارد و علاوه بر زبان آذری به هفت زبان دیگر از جمله زبان انگلیسی، روسی، عربی، فرانسوی و اسپانیایی فعالیت می‌کند.
این خبرگزاری، خبرهای آذربایجان را به رسانه‌های داخلی و بین‌المللی مخابره می‌کند و سیاست‌های اصلی آن طبق دستورهای رئیس جمهوری آذربایجان و وزرای دولت تنظیم می‌شود. رادیو، تلویزیون، خبرگزاری‌ها و رسانه‌ها در جمهوری آذربایجان با کنترل شدید حکومت مواجه هستند.
آذرتاج در سال ۲۰۰۴ به عضویت اوآنا (سازمان خبرگزاری‌های آسیا - اقیانوسیه) درآمد و در سال ۲۰۰۸ اجلاس نمایندگان عالی این خبرگزاری‌ها را در باکو میزبانی کرد.